# Luchs (1928)
Le Luchs est un torpilleur de la classe Type 1924 de la Reichsmarine puis de la Kriegsmarine.

## Histoire
Le navire est construit en même temps que le Tiger. Ils sont lancés le 15 mars 1928 en compagnie du Jaguar et du Leopard après un discours de baptême de l'amiral Iwan Oldekop. Le baptême est donné par le dernier commandant de la canonnière SMS Luchs, Max Thierichens.
Après des essais en 1929, le Luchs fait un voyage en mer Méditerranée du 2 avril au 18 juin 1930 puis en 1931 une tournée d'été dans les eaux norvégiennes. En octobre 1932, il est désarmé, son équipage est transféré sur le Jaguar.
Le 5 octobre 1933, le Luchs est remis en service. Il a reçu trois canons à tir rapide de 12,7 cm calibre 45 au lieu des 3 Utofs 10,5 cm calibre 45. En juillet 1934, l'équipage fait une visite à Vyborg en Finlande (à l`époque). En juillet et août 1936, le Luchs accompagnent avec le Köln et trois autres torpilleurs les croiseurs lourds Admiral Scheer et Deutschland dans les eaux espagnoles. Le navire prend part au blocage. L'opération est répétée en octobre et novembre 1936. À son retour en Allemagne, il sert comme bateau d'entraînement et est pendant un certain temps dans un chantier naval. En mai et juin puis à nouveau de juillet à septembre 1937, le navire est présent en Espagne. Il protège l'Admiral Scheer lors de l'attaque sur Almería, car le Deutschland avait subi des bombardements de la part des républicains. Après son retour en Allemagne, il est retiré le 23 septembre 1937.
Le Luchs revient le 16 février 1938. Il remplace l'Albatros comme navire de formation. En juin, il passe quelques semaines dans les eaux espagnoles. De retour en juillet, il prend part à la parade pour l'inauguration du Prinz Eugen devant Miklós Horthy et Adolf Hitler. Il est également là pour le Bismarck.
Avant la Seconde Guerre mondiale, le navire patrouille en mer Baltique. Après le déclenchement de la guerre, il vient en mer du Nord faire la guerre de course et poser des mines défensives ainsi que des missions d'escorte. Au cours de l'opération Weserübung, le bateau participe au bombardement du fort d'Odderøya le matin du 9 avril 1940. Il vient dans le port de Kristiansand. Le Luchs, le Greif, le Seeadler et le Karlsruhe raccompagnent sept schnellboots. Pendant le retour vers Kiel, le Karlsruhe est frappé par une torpille lancée par le sous-marin britannique HMS Truant qui abîme la salle des machines et les pompes de cale. Il se met à pencher, ne pouvant être stable, il est achevé par deux torpilles du Greif. Le Luchs récupère 350 hommes d'équipage et revient à Kiel après tenté de poursuivre le sous-marin. Le 11 avril, le bâtiment vient à Skagen pour accompagner le Lützow qui vient d'être vendu aux Soviétiques. Dans le Grand Belt, le croiseur repère un sous-marin britannique. Le torpilleur lance des grenades anti-sous-marines vainement. De retour à Kiel, le bateau rentre au chantier naval pour des réparations à la suite de la collision le 12 avril avec l'Ujäger 2117.
Le 26 juillet 1940, le Luchs, l'Iltis, le Jaguar et d'autres torpilleurs escortent de Trondheim jusqu'en Allemagne le Gneisenau. La reconnaissance aérienne allemande signale un sous-marin ennemi. Toutefois, le convoi ignore ce message. Le sous-marin britannique HMS Thames lance une torpille en direction du Gneisenau, cependant elle atteint le Luchs au niveau de la salle des machines. Le Luchs explose et se casse en deux parties qui coulent dans les trois minutes qui suivent. Sur les 155 membres de l'équipage, 53 sont secourus par le Jaguar et l'Iltis. Le sous-marin britannique coule également.

## Commandement
| 15 avril à septembre 1929         | Kapitänleutnant Günther Schubert      |
| Septembre 1929 à septembre 1931   | Kapitänleutnant Erich Schulte Mönting |
| Septembre 1931 à octobre 1932     | Oberleutnant zur See Gottfried Pönitz |
| 5 octobre 1933 à septembre 1935   | Kapitänleutnant Hans Oels             |
| Septembre 1935 à décembre 1936    | Kapitänleutnant Friedrich Kothe       |
| Décembre 1936 à 23 septembre 1937 | Kapitänleutnant Hans Marks            |
| 16 février à mars 1938            | Kapitänleutnant Heinrich Wittig       |
| Mars 1938 à octobre 1939          | Kapitänleutnant Eckart Prölß          |
| Octobre 1939 au 26 juillet 1940   | Kapitänleutnant Karl Kaßbaum          |

## Source de la traduction
- (de) Cet article est partiellement ou en totalité issu de l’article de Wikipédia en allemand intitulé « Luchs (Schiff, 1928) » (voir la liste des auteurs).